# 3M (management)
Pour les articles homonymes, voir 3M (homonymie).
Les 3M sont un principe du système de production de Toyota, qui vise à optimiser la gestion de l'inventaire, à éliminer les déperditions de ressources et à éviter les fragilités des processus dus aux surcharges de certains éléments.

## Concept
Toyota met en place à partir des années 1960 une stratégie de gestion de ses ressources afin de maximiser son profit. Le toyotisme fait alors de la lutte contre toutes les formes de gaspillages un objectif cardinal. 
Toyota distingue ainsi les « 3M » suivants :
- Muda, signifiant « le gâchis » ;
- Mura, signifiant « l'irrégularité » ;
- Muri, signifiant « l'excès ».